# Dinómenes
Dinómenes (Δεινομένης) fue un escultor griego de la segunda mitad del siglo V a. C. Hizo una serie de estatuas, nominalmente conocidas, pero que no se han conservado. Es muy probable que el llamado Torso de Cícico sea fragmento de una de sus obras.